# Arsenio Luzardo
Roberto Arsenio Luzardo Correa, plus connu sous le nom de Arsenio Luzardo (né le 3 septembre 1959 à Treinta y Tres en Uruguay), est un joueur international de football uruguayen, qui jouait au poste de milieu de terrain.

## Palmarès
Nacional
- Championnat d'Uruguay (2) :
  - Vainqueur : 1980 et 1983.
  - Meilleur buteur : 1983.

- Copa Libertadores (1) :
  - Vainqueur : 1980.
  - Meilleur buteur : 1983.

- Coupe intercontinentale (1) :
  - Vainqueur : 1980.

 Uruguay
- Copa América (1) :
  - Vainqueur : 1983.